# Lista gmin w stanie Veracruz

Lokalizacja stanu Tabasco na mapie Meksyku

Meksykański stan Veracruz składa się z 212 gmin (hiszp. municipios).
| INEGI (kod statystyczny) | Nazwa gminy                      | Siedziba władz                   | Liczba ludności |
| ------------------------ | -------------------------------- | -------------------------------- | --------------- |
| Razem                    | Stan Veracruz                    | Veracruz                         | 7 124 995       |
| 001                      | Acajete                          | Acajete                          | 7558            |
| 002                      | Acatlán                          | Acatlán                          | 2893            |
| 003                      | Acayucan                         | Acayucan                         | 79 459          |
| 004                      | Actopan                          | Actopan                          | 37 867          |
| 005                      | Acula                            | Acula                            | 4732            |
| 006                      | Acultzingo                       | Acultzingo                       | 18 689          |
| 007                      | Agua Dulce                       | Agua Dulce                       | 44 322          |
| 008                      | Alpatlahuac                      | Alpatlahuac                      | 8988            |
| 009                      | Alto Lucero de Gutiérrez Barrios | Alto Lucero                      | 25 893          |
| 010                      | Altotonga                        | Altotonga                        | 56 962          |
| 011                      | Alvarado                         | Alvarado                         | 48 178          |
| 012                      | Amatitlán                        | Amatitlán                        | 7155            |
| 013                      | Amatlán de los Reyes             | Amatlán de los Reyes             | 38 287          |
| 014                      | Ángel R. Cabada                  | Angel R. Cabada                  | 32 960          |
| 015                      | Apazapan                         | Apazapan                         | 3434            |
| 016                      | Aquila                           | Aquila                           | 1616            |
| 017                      | Astacinga                        | Astacinga                        | 4846            |
| 018                      | Atlahuilco                       | Atlahuilco                       | 9038            |
| 019                      | Atoyac                           | Atoyac                           | 21 530          |
| 020                      | Atzacan                          | Atzacan                          | 43 570          |
| 021                      | Atzalán                          | Atzalán                          | 17 960          |
| 022                      | Ayahualulco                      | Ayahualulco                      | 23 431          |
| 023                      | Banderilla                       | Banderilla                       | 19 170          |
| 024                      | Benito Juárez                    | Benito Juárez                    | 16 446          |
| 025                      | Boca del Río                     | Boca del Río                     | 141 906         |
| 026                      | Calcahualco                      | Calcahualco                      | 12 466          |
| 027                      | Camarón de Tejeda                | Camarón de Tejeda                | 5660            |
| 028                      | Camerino Z. Mendoza              | Ciudad Mendoza                   | 39 002          |
| 029                      | Carlos A. Carrillo               | Carlos A. Carrillo               | 21 962          |
| 030                      | Carrillo Puerto                  | Tamarindo                        | 14 444          |
| 031                      | Castillo de Teayo                | Castillo de Teayo                | 18 424          |
| 032                      | Catemaco                         | Catemaco                         | 46 702          |
| 033                      | Cazones                          | Cazones de Herrera               | 23 059          |
| 034                      | Cerro Azul                       | Cerro Azul                       | 24 739          |
| 035                      | Chacaltianguis                   | Chacaltianguis                   | 11 416          |
| 036                      | Chalma                           | Chalma                           | 13 067          |
| 037                      | Chiconamel                       | Chiconamel                       | 16 549          |
| 038                      | Chiconquiaco                     | Chiconquiaco                     | 12 516          |
| 039                      | Chicontepec                      | Chicontepec de Tejeda            | 55 373          |
| 040                      | Chinameca                        | Chinameca                        | 13 960          |
| 041                      | Chinampa de Gorostiza            | Chinampa de Gorostiza            | 14 143          |
| 042                      | Chocaman                         | Chocaman                         | 16 549          |
| 043                      | Chontla                          | Chontla                          | 14 594          |
| 044                      | Chumatlan                        | Chumatlan                        | 3371            |
| 045                      | Citlaltepetl                     | Citlaltepec                      | 11 013          |
| 046                      | Coacoatzintla                    | Coacoatzintla                    | 8294            |
| 047                      | Coahuitlan                       | Progreso de Zaragoza             | 7243            |
| 048                      | Coatepec                         | Coatepec                         | 79 787          |
| 049                      | Coatzacoalcos                    | Coatzacoalcos                    | 280 363         |
| 050                      | Coatzintla                       | Coatzintla                       | 43 106          |
| 051                      | Coetzala                         | Coetzala                         | 1958            |
| 052                      | Colipa                           | Colipa                           | 5813            |
| 053                      | Comapa                           | Comapa                           | 16 870          |
| 054                      | Córdoba                          | Córdoba                          | 186 623         |
| 055                      | Cosamaloapan de Carpio           | Cosamaloapan                     | 54 518          |
| 056                      | Cosautlán de Carvajal            | Cosautlán de Carvajal            | 14 724          |
| 057                      | Coscomatepec                     | Coscomatepec de Bravo            | 47 013          |
| 058                      | Cosoleacaque                     | Cosoleacaque                     | 104 970         |
| 059                      | Cotaxtla                         | Cotaxtla                         | 18 821          |
| 060                      | Coxquihui                        | Coxquihui                        | 14 924          |
| 061                      | Coyutla                          | Coyutla                          | 20 843          |
| 062                      | Cuichapa                         | Cuichapa                         | 10 930          |
| 063                      | Cuitláhuac                       | Cuitláhuac                       | 23 209          |
| 064                      | El Higo                          | El Higo                          | 18 392          |
| 065                      | Emiliano Zapata                  | Dos Ríos                         | 49 476          |
| 066                      | Espinal                          | Espinal                          | 24 823          |
| 067                      | Filomeno Mata                    | Filomeno Mata                    | 14 426          |
| 068                      | Fortín                           | Fortín de Las Flores             | 53 311          |
| 069                      | Gutiérrez Zamora                 | Gutiérrez Zamora                 | 24 322          |
| 070                      | Hidalgotitlán                    | Hidalgotitlán                    | 17 395          |
| 071                      | Huatusco                         | Huatusco                         | 49 081          |
| 072                      | Huayacocotla                     | Huayacocotla                     | 19 313          |
| 073                      | Hueyapan de Ocampo               | Hueyapan de Ocampo               | 38 175          |
| 074                      | Huiloapan                        | Huiloapan de Cuauhtémoc          | 6232            |
| 075                      | Ignacio de la Llave              | Ignacio de la Llave              | 17 370          |
| 076                      | Ilamatlán                        | Ilamatlán                        | 13 319          |
| 077                      | Isla                             | Isla                             | 38 244          |
| 078                      | Ixcatepec                        | Ixcatepec                        | 12 644          |
| 079                      | Ixhuacán de los Reyes            | Ixhuacán de los Reyes            | 9933            |
| 080                      | Ixhuatlancillo                   | Ixhuatlancillo                   | 15 644          |
| 081                      | Ixhuatlán del Café               | Ixhuatlán del Café               | 19 404          |
| 082                      | Ixhuatlán del Sureste            | Ixhuatlán del Sureste            | 14 015          |
| 083                      | Ixhuatlán de Madero              | Ixhuatlán de Madero              | 48 609          |
| 084                      | Ixmatlahuacan                    | Ixmatlahuacan                    | 5699            |
| 085                      | Ixtaczoquitlán                   | Ixtaczoquitlán                   | 60 605          |
| 086                      | Jalacingo                        | Jalacingo                        | 37 791          |
| 087                      | Jalcomulco                       | Jalcomulco                       | 4690            |
| 088                      | Jaltipan                         | Jaltipan de Morelos              | 37 200          |
| 089                      | Jamapa                           | Jamapa                           | 9772            |
| 090                      | Jesús Carranza                   | Jesús Carranza                   | 24 096          |
| 091                      | Jilotepec                        | Jilotepec                        | 13 953          |
| 092                      | José Azueta                      | Villa Azueta                     | 22 920          |
| 093                      | Juan Rodríguez Clara             | Juan Rodríguez Clara             | 34 389          |
| 094                      | Juchique de Ferrer               | Juchique de Ferrer               | 16 360          |
| 095                      | Landero y Coss                   | Landero y Coss                   | 1549            |
| 096                      | La Antigua                       | José Cardel                      | 25 409          |
| 097                      | La Perla                         | La Perla                         | 18 930          |
| 098                      | Las Choapas                      | Las Choapas                      | 70 092          |
| 099                      | Las Minas                        | Las Minas                        | 2824            |
| 100                      | Las Vigas de Ramírez             | Las Vigas de Ramírez             | 15 036          |
| 101                      | Lerdo de Tejada                  | Lerdo de Tejada                  | 18 640          |
| 102                      | Los Reyes                        | Los Reyes                        | 4835            |
| 103                      | Magdalena                        | Magdalena                        | 2649            |
| 104                      | Maltrata                         | Maltrata                         | 14 813          |
| 105                      | Manlio Fabio Altamirano          | Manlio Fabio Altamirano          | 20 374          |
| 106                      | Mariano Escobedo                 | Mariano Escobedo                 | 30 509          |
| 107                      | Martínez de la Torre             | Martínez de la Torre             | 97 768          |
| 108                      | Mecatlán                         | Mecatlán                         | 11 256          |
| 109                      | Mecayapan                        | Mecayapan                        | 13 633          |
| 110                      | Medellín                         | Medellín                         | 38 840          |
| 111                      | Miahuatlán                       | Miahuatlán                       | 4083            |
| 112                      | Minatitlán                       | Minatitlán                       | 151 893         |
| 113                      | Misantla                         | Misantla                         | 59 980          |
| 114                      | Mixtla de Altamirano             | Mixtla de Altamirano             | 9572            |
| 115                      | Moloacán                         | Moloacán                         | 15 833          |
| 116                      | Nanchital                        | Nanchital                        | 26 804          |
| 117                      | Naolinco                         | Naolinco de Victoria             | 18 885          |
| 118                      | Naranjal                         | Naranjal                         | 4324            |
| 119                      | Naranjos Amatlán                 | Naranjos                         | 26 119          |
| 120                      | Nautla                           | Nautla                           | 10 032          |
| 121                      | Nogales                          | Nogales                          | 31 818          |
| 122                      | Oluta                            | Oluta                            | 13 637          |
| 123                      | Omealca                          | Omealca                          | 21 620          |
| 124                      | Orizaba                          | Orizaba                          | 117 832         |
| 125                      | Otatitlán                        | Otatitlán                        | 5562            |
| 126                      | Oteapan                          | Oteapan                          | 12 579          |
| 127                      | Ozuluama de Mascareñas           | Ozuluama                         | 23 190          |
| 128                      | Pajapan                          | Pajapan                          | 14 621          |
| 129                      | Pánuco                           | Pánuco                           | 91 006          |
| 130                      | Papantla                         | Papantla (de Olarte)             | 152 863         |
| 131                      | Paso de Ovejas                   | Paso de Ovejas                   | 29 828          |
| 132                      | Paso del Macho                   | Paso del Macho                   | 27 331          |
| 133                      | Perote                           | Perote                           | 61 272          |
| 134                      | Platón Sánchez                   | Platón Sánchez                   | 17 670          |
| 135                      | Playa Vicente                    | Playa Vicente                    | 38 125          |
| 136                      | Poza Rica de Hidalgo             | Poza Rica (de Hidalgo)           | 181 438         |
| 137                      | Pueblo Viejo                     | Ciudad Cuauhtémoc                | 52 593          |
| 138                      | Puente Nacional                  | Puente Nacional                  | 20 148          |
| 139                      | Rafael Delgado                   | Rafael Delgado                   | 17 463          |
| 140                      | Rafael Lucio                     | Rafael Lucio                     | 5966            |
| 141                      | Río Blanco                       | Río Blanco                       | 40 018          |
| 142                      | Saltabarranca                    | Saltabarranca                    | 5753            |
| 143                      | San Andrés Tenejapan             | San Andrés Tenejapan             | 2488            |
| 144                      | San Andrés Tuxtla                | San Andrés Tuxtla                | 148 447         |
| 145                      | San Juan Evangelista             | San Juan Evangelista             | 30 826          |
| 146                      | Santiago Tuxtla                  | Santiago Tuxtla                  | 54 539          |
| 147                      | Sayula de Alemán                 | Sayula de Alemán                 | 28 813          |
| 148                      | Sochiapa                         | Sochiapa                         | 3183            |
| 149                      | Soconusco                        | Soconusco                        | 12 465          |
| 150                      | Soledad Atzompa                  | Soledad Atzompa                  | 19 189          |
| 151                      | Soledad de Doblado               | Soledad de Doblado               | 26 807          |
| 152                      | Soteapan                         | Soteapan                         | 28 104          |
| 153                      | Tamalín                          | Tamalín                          | 11 269          |
| 154                      | Tamiahua                         | Tamiahua                         | 23 984          |
| 155                      | Tampico Alto                     | Tampico Alto                     | 11 971          |
| 156                      | Tancoco                          | Tancoco                          | 5844            |
| 157                      | Tantima                          | Tantima                          | 13 248          |
| 158                      | Tantoyuca                        | Tantoyuca                        | 97 949          |
| 159                      | Tatahuicapan de Juárez           | Tatahuicapan                     | 12 350          |
| 160                      | Tatatila                         | Tatatila                         | 5273            |
| 161                      | Tecolutla                        | Tecolutla                        | 24 258          |
| 162                      | Tehuipango                       | Tehuipango                       | 20 406          |
| 163                      | Temapache                        | Alamo                            | 100 790         |
| 164                      | Tempoal                          | Tempoal de Sánchez               | 33 107          |
| 165                      | Tenampa                          | Tenampa                          | 5646            |
| 166                      | Tenochtitlán                     | Tenochtitlán                     | 4995            |
| 167                      | Teocelo                          | Teocelo                          | 15 130          |
| 168                      | Tepatlaxco                       | Tepatlaxco                       | 7619            |
| 169                      | Tepetlán                         | Tepetlán                         | 8703            |
| 170                      | Tepetzintla                      | Tepetzintla                      | 13 672          |
| 171                      | Tequila                          | Tequila                          | 12 206          |
| 172                      | Texcatepec                       | Texcatepec                       | 9733            |
| 173                      | Texhuacán                        | Texhuacán                        | 4740            |
| 174                      | Texistepec                       | Texistepec                       | 18 114          |
| 175                      | Tezonapa                         | Tezonapa                         | 47 878          |
| 176                      | Tierra Blanca                    | Tierra Blanca                    | 86 075          |
| 177                      | Tihuatlán                        | Tihuatlán                        | 80 923          |
| 178                      | Tlachichilco                     | Tlachichilco                     | 10 729          |
| 179                      | Tlacojalpan                      | Tlacojalpan                      | 4428            |
| 180                      | Tlacolulan                       | Tlacolulan                       | 9420            |
| 181                      | Tlacotalpan                      | Tlacotalpan                      | 13 846          |
| 182                      | Tlacotepec de Mejía              | Tlacotepec de Mejía              | 9420            |
| 183                      | Tlalixcoyan                      | Tlalixcoyan                      | 35 446          |
| 184                      | Tlalnelhuayocan                  | Tlalnelhuayocan                  | 13 855          |
| 185                      | Tlaltetela                       | Tlaltetela                       | 13 593          |
| 186                      | Tlapacoyan                       | Tlapacoyan                       | 54 321          |
| 187                      | Tlaquilpa                        | Tlaquilpa                        | 6554            |
| 188                      | Tlilapan                         | Tlilapan                         | 4536            |
| 189                      | Tomatlán                         | Tomatlán                         | 6250            |
| 190                      | Tonayan                          | Tonayan                          | 5293            |
| 191                      | Totutla                          | Totutla                          | 15 016          |
| 192                      | Tres Valles                      | Tres Valles                      | 42 865          |
| 193                      | Tuxpan                           | Tuxpam de Rodríguez Cano         | 134 394         |
| 194                      | Tuxtilla                         | Tuxtilla                         | 2126            |
| 195                      | Úrsulo Galván                    | Úrsulo Galván                    | 26 909          |
| 196                      | Uxpanapa                         | Poblado 10                       | 24 906          |
| 197                      | Vega de Alatorre                 | Vega de Alatorre                 | 18 507          |
| 198                      | Veracruz                         | Veracruz                         | 512 510         |
| 199                      | Villa Aldama                     | Villa Aldama                     | 9573            |
| 200                      | Xalapa-Enríquez                  | Xalapa-Enríquez                  | 413 136         |
| 201                      | Xico                             | Xico                             | 32 200          |
| 202                      | Xoxocotla                        | Xoxocotla                        | 4641            |
| 203                      | Yanga                            | Yanga                            | 15 547          |
| 204                      | Yecuatla                         | Yecuatla                         | 11 446          |
| 205                      | Zacualpan                        | Zacualpan                        | 6717            |
| 206                      | Zaragoza                         | Zaragoza                         | 9009            |
| 207                      | Zentla                           | Zentla                           | 11 890          |
| 208                      | Zongolica                        | Zongolica                        | 39 156          |
| 209                      | Zontecomatlán de López y Fuentes | Zontecomatlán de López y Fuentes | 13 091          |
| 210                      | Zozocolco de Hidalgo             | Zozocolco de Hidalgo             | 12 465          |
| 211                      | San Rafael                       | San Rafael                       | 28 291          |
| 212                      | Santiago Sochiapan               | Xochiapan                        | 7639            |